# Rabanales
Rabanales é um município da Espanha na província de Zamora, comunidade autónoma de Castela e Leão, de área 80,29 km² com população de 703 habitantes (2007) e densidade populacional de 9,55 hab/km².

## Demografia
| Variação demográfica do município entre 1991 e 2004 | Variação demográfica do município entre 1991 e 2004 | Variação demográfica do município entre 1991 e 2004 | Variação demográfica do município entre 1991 e 2004 |
| --------------------------------------------------- | --------------------------------------------------- | --------------------------------------------------- | --------------------------------------------------- |
| 1991                                                | 1996                                                | 2001                                                | 2004                                                |
| 1005                                                | 935                                                 | 808                                                 | 767                                                 |